# Südliche Batagur-Schildkröte
Die Südliche Batagur-Schildkröte (Batagur affinis) ist eine südostasiatische Schildkrötenart aus der Familie der Altwelt-Sumpfschildkröten. Sie wird erst seit 2007 von der Nördlichen Batagur-Schildkröte unterschieden und ist vom Aussterben bedroht.

## Merkmale
Die Südliche Batagur-Schildkröte hat einen wuchtigen Panzer und einen relativ kleinen Kopf mit einer nach oben gerichteten Nase. Von der Nördlichen Batagur-Schildkröte unterscheiden sich die erwachsenen Tiere unter anderem durch ihren langgestreckteren Kopf. Der Bauchpanzer ist etwas kürzer als der Rückenpanzer; die Vertebralschilde sind breiter als lang. Die großen vorderen Zehen weisen Schwimmhäute auf. Mit jeweils vier Zehen an den Vordergliedmaßen unterscheidet sich die Südliche Batagur-Schildkröte von den meisten anderen großen Flussschildkröten in ihrem Verbreitungsgebiet, die stattdessen fünf haben.
Die Südliche Batagur-Schildkröte zeigt einen Sexualdimorphismus: Weibchen können gut 60 Zentimeter Carapaxlänge und bis zu 38 kg Gewicht erreichen, Männchen nur bis zu 50 Zentimeter; die Unterart Batagur affinis affinis bleibt etwas kleiner als Batagur affinis edwardmolli. Auch die Färbung unterscheidet sich: Jungtiere und Weibchen haben einen braunen bis olivbraunen oder grauen Rückenpanzer, einen hellgelben Bauchpanzer und eine braune Iris; die Weichteile sind grau bis grünlich oder bläulich grau und werden zum Bauch hin heller. Jungtiere und Weibchen der Unterart Batagur affinis edwardmolli weisen zudem weißlichgraue Flecken an Schläfen und Scheitel auf und bei Schlüpflingen ist der Rand des Rückenpanzers hellgelb.
Männchen der Unterart Batagur affinis affinis von der Westküste Malaysias sind etwas dunkler gefärbt als die Weibchen und haben eine gelbliche bis cremefarbene Iris; zur Paarungszeit von Oktober bis Februar  sind sie an Kopf, Hals, Gliedmaßen und Panzer pechschwarz und die Iris auffallend weiß mit einer dunklen Hornhaut. Männchen der Unterart Batagur affinis edwardmolli von der Ostküste Malaysias sind ebenfalls dunkelbraun bis schwarz, aber mit einer gelben Iris mit fahlgelber Hornhaut, wobei die Hornhaut zur Paarungszeit hellorange wird. Aus Kambodscha sind auch Männchen mit rostbraunem bis rötlichem Kopf bekannt. Außerdem haben die Männchen einen längeren und dickeren Schwanz.

## Ernährung
Die Südliche Batagur-Schildkröte ernährt sich omnivor. Sie frisst unter anderem Blätter, sprießende Pflanzen, Weichtiere und Insekten, aber gerne auch Mangrovenfrüchte, zum Beispiel von Sonneratia. Einer Mageninhaltsuntersuchung und Berichten zufolge werden auch Garnelen, Fische, Körbchenmuscheln, Hornblatt, Acrostichum aureum und Spondias-Früchte verzehrt. Am Perak-Fluss fressen Südliche Batagur-Schildkröten unter anderem Scleria-, Pandanus-, Colocasia- und Feigenarten sowie die Dickstielige Wasserhyazinthe. In Terengganu kommen Scindapsus- und Sandoricum-Arten sowie Panicum repens hinzu, am Dungun-Fluss auch Sumpfbinsen und Wasserapfel. Jungtiere lassen sich mit Fisch, Garnelen, Wasserspinat, Dickstieliger Wasserhyazinthe, Chinesischem Senf, Bananen, anderen Früchten und Gemüsesorten sowie Tilapia-Futterpellets füttern.

## Lebensraum und Lebensweise

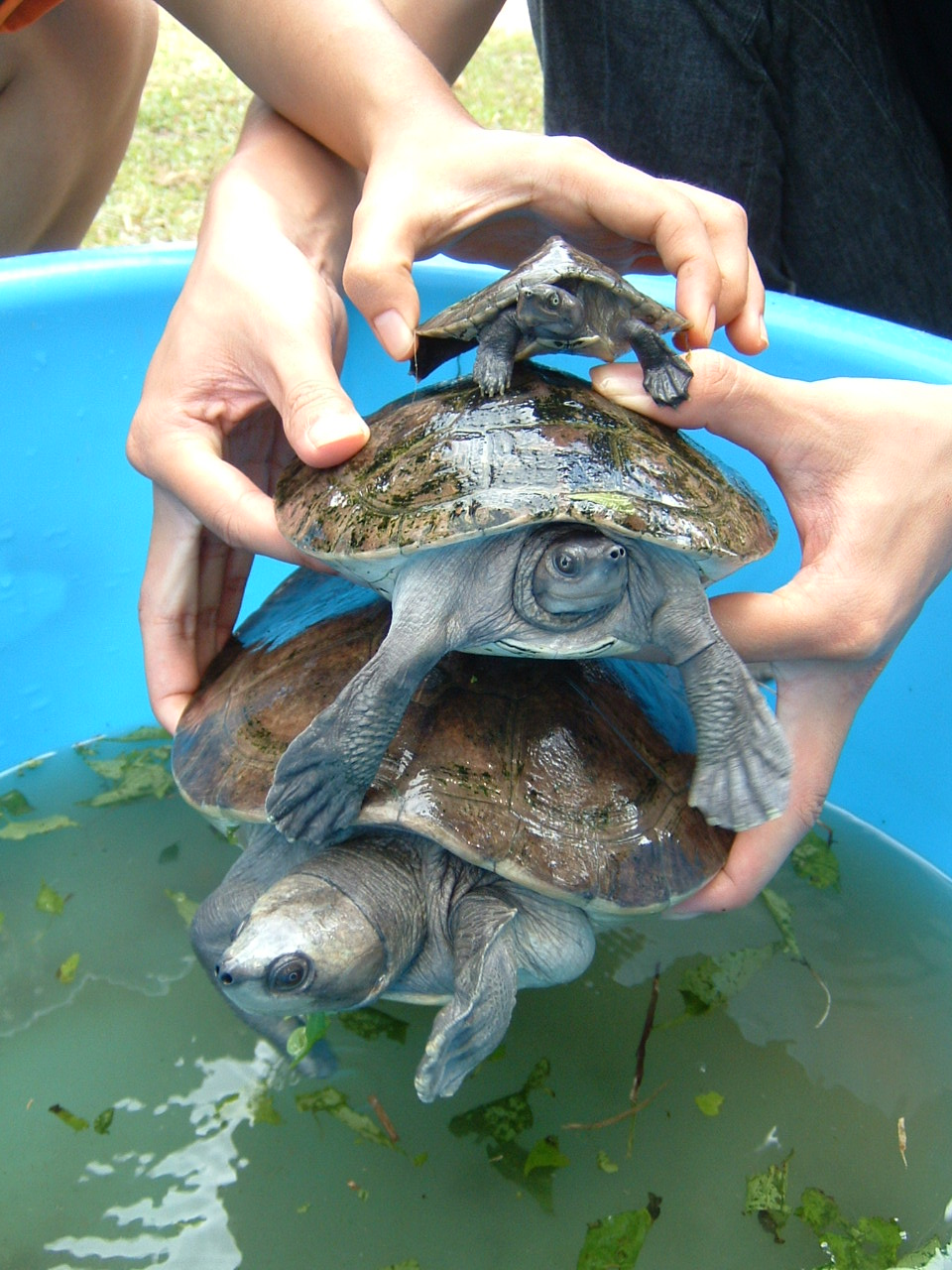
Drei Südliche Batagur-Schildkröten unterschiedlichen Alters

Die Südliche Batagur-Schildkröte bewohnt Mangrovenwälder, Lagunenküsten und Flussmündungen großer Flüsse, kann aber auch weiter flussaufwärts vorkommen. Sie nistet in der Trockenzeit von November oder Dezember bis Februar oder März (je nach Region) auf unbewachsenen Sandbänken von Flüssen oder auf Sandstränden, wobei die Weibchen bis zu 80 Kilometer zwischen Nistplätzen und Futterstellen wandern. An der Westküste von Malaysia nisten sie gruppenweise, an der Ostküste hingegen einzeln. Es werden auch Scheinnester ohne Inhalt angelegt, vermutlich um Fressfeinde zu verwirren.
Die Weibchen legen pro Nistsaison bis zu drei Nester mit jeweils drei bis 38 (durchschnittlich 25 oder 26) großen, länglichen Eiern. Bis zum Schlüpfen dauert es etwa 60 bis 70 Tage an der Ostküste von Malaysia, 60 bis 92 Tage am Dungun-Fluss, durchschnittlich 88 Tage in einer Brutstation an der Westküste von Malaysia und 119 bis 123 Tage in Kambodscha. Die Südliche Batagur-Schildkröte zeigt eine temperaturabhängige Geschlechtsdetermination: Das Geschlecht der schlüpfenden Schildkröten wird durch die Temperatur während der Inkubation bestimmt, wobei ein ausgeglichenes Geschlechterverhältnis bei etwa 31,5 °C erreicht wird; bei niedrigeren Temperaturen schlüpfen mehr Männchen, bei höheren Temperaturen mehr Weibchen. Die Schlüpflinge tauchen zu Beginn der Regenzeit im April am Perak-Fluss bzw. im Mai am Terengganu-Fluss auf und begeben sich sogleich ins Wasser.
Weibchen werden mit 45 Zentimetern Carapaxlänge geschlechtsreif, Männchen mit etwa 40 Zentimetern. In Gefangenschaft kann die Geschlechtsreife schon mit neun Jahren eintreten, bei weniger guten Bedingungen aber auch erst nach 25 Jahren. Die Südliche Batagur-Schildkröte ist langlebig und kann mindestens 50 Jahre alt werden.

## Fressfeinde
Abgesehen vom Menschen haben die erwachsenen Schildkröten kaum Feinde, nur das Leistenkrokodil kann ihnen gefährlich werden. Ihre Eier können jedoch von Waranen, Herpestes, Ottern oder Hunden ausgegraben und gefressen werden; den Schlüpflingen stellen Seeadler, Milane, Krokodile und fleischfressende Fische nach. 1945 soll ein Milchhai viele Schlüpflinge vor Thailand gefressen haben. Parasiten der Südlichen Batagur-Schildkröte sind kaum bekannt; 2010 wurde auf in Gefangenschaft lebenden Batagur-Schildkröten in Singapur eine neue Art festgestellt und als Eimeria zbatagura beschrieben.

## Verbreitung und Unterarten
Es werden zwei Unterarten unterschieden, die in Färbung, Morphologie und Verhalten voneinander abweichen: Die westliche Unterart, Batagur affinis affinis, lebt auf der westlichen Halbinsel von Malaysia, im angrenzenden südlichsten Thailand und im östlichen Sumatra. Die ehemalige Subpopulation in den Mangrovensümpfen um Singapur herum ist inzwischen ausgestorben; einzelne durch Menschen wiedereingeführte Tiere wurden in Wasserspeichern beobachtet.
Die östliche Unterart, Batagur affinis edwardmolli, beschränkt sich auf die Populationen in Kambodscha, auf der östlichen Halbinsel von Malaysia sowie an der Küste von Songkhla in Thailand; sie war einst auch im Mekongdelta von Vietnam anzutreffen.
Die 1979 als Batagur baska ranongensis beschriebene, isolierte und inzwischen ausgerottete Population an der südlichen Grenze zwischen Myanmar und Thailand gehörte vermutlich zur Nördlichen Batagur-Schildkröte.

## Gefährdung
Die Südliche Batagur-Schildkröte ist durch die Übernutzung ihrer Eier und ihres Fleisches, Habitatzerstörung (unter anderem durch Beseitigung der Ufervegetation und Entwaldung), Umweltverschmutzung, Sandabbau (und damit Zerstörung der Niststrände), den Bau von Dämmen für Wasserkraftwerke (wegen des Verlustes von Niststränden und der Verhinderung der Schildkrötenwanderungen), die Versandung von Flüssen, das Ertrinken in Fischernetzen und Wilderei sowie möglicherweise durch Lichtverschmutzung bedroht. Kommerzielle Garnelenzuchten verwandeln Mangrovensümpfe in Teiche und können eine Versalzung und Eutrophierung verursachen; bei zu hohen Salzkonzentrationen stellt die Südliche Batagur-Schildkröte das Fressen ein.
Ihr Gesamtbestand wird auf etwa 1000 erwachsene Tiere geschätzt. Damit gehört die Südliche Batagur-Schildkröte zu den 25 am stärksten vom Aussterben bedrohten Schildkrötenarten der Welt. Sie gilt seit 2000 als vom Aussterben bedroht (critically endangered) und wird in Appendix I des Washingtoner Artenschutzübereinkommens (noch als Batagur baska) geführt.

### Malaysia

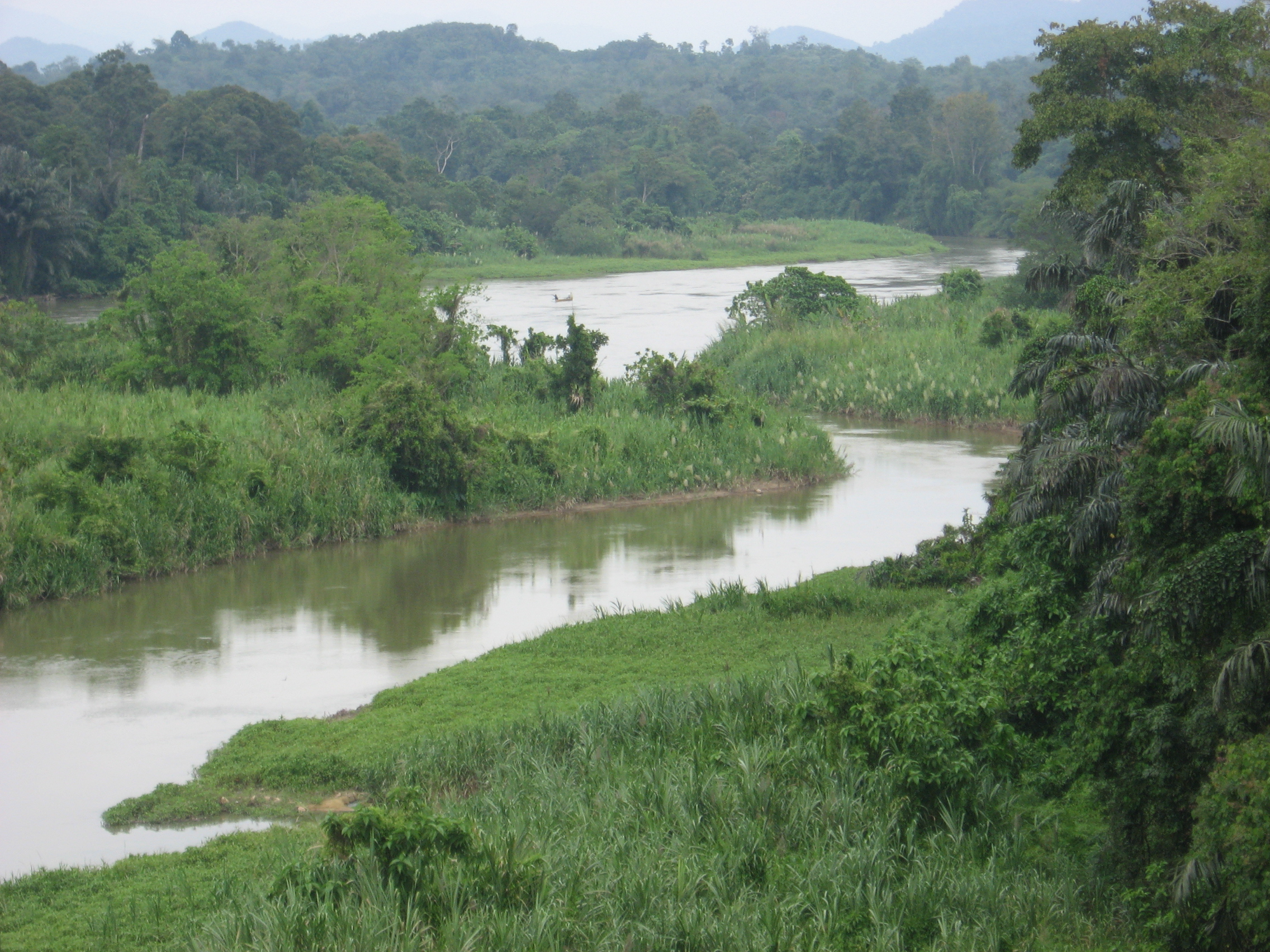
Lebensraum der Südlichen Batagur-Schildkröte (Perak-Fluss)

Zu Beginn des 20. Jahrhunderts, vor dem Zweiten Weltkrieg, war die Südliche Batagur-Schildkröte („tuntung“ genannt) in Malaysia noch häufig. Sie wurde üblicherweise nicht verzehrt, weil Schildkröten im Islam als harām gelten. Die Eier hingegen galten als Delikatesse und Aphrodisiakum; das Sammeln der Schildkröteneier war ein königliches Privileg und zumindest der Sultan von Perak sammelte die letzten Gelege eines Jahres jeweils nicht ein, um Nachwuchs zu garantieren. Aufgrund der Nahrungsknappheit während der japanischen Besatzung wurde ihr jedoch zunehmend intensiv nachgestellt und die Schildkrötenbestände schrumpften. 1967 löste die Versandung des Perak-Flusses infolge des Zinnabbaus und der Entwaldung eine jahreszeitenuntypische Überschwemmung aus, die sämtliche Gelege des Jahres zerstörte. Das Einsammeln der Schildkröteneier wurde ab den 1970er Jahren straff organisiert; Niststrände wurden unter Lizenzen gestellt und die Eier auf ländlichen und städtischen Märkten verkauft. 2009 wurden am Perak-Fluss zwar noch Lizenzen vergeben, aber keine Gelege wildlebender Tiere mehr verzeichnet. Einzelne Tiere leben auch im Kedah-Fluss. Am Terengganu-Fluss war die Anzahl nistender Weibchen aufgrund der Erosion der Niststrände von etwa 60 Exemplaren in den 1970ern auf nur noch sieben in den Jahren 1988 und 1989 eingebrochen, erholte sich aber in den folgenden Jahren wieder und erreichte 2009 einen neuen Rekord von 95 Tieren. Kleinere nistende Populationen leben am Dungan-, Setiu- und Kemaman-Fluss.

### Kambodscha
Im späten 19. Jahrhundert lebten Berichten zufolge noch viele Flussschildkröten im Einzugsgebiet des Mekong in Kambodscha. Auch im Tonle-Sap-See, der über einen Fluss mit dem Mekong verbunden ist, kamen Südliche Batagur-Schildkröten vor. Das Sammeln der Eier der (Südlichen) Batagur-Schildkröte war ein Privileg der Königinmutter, was einen gewissen Schutz beinhaltete. Schildkrötenpanzer aus den 1940er Jahren wurden dieser Art zugeordnet. In den 1980er und 1990er Jahren galt die Südliche Batagur-Schildkröte in Kambodscha als ausgestorben, 2001 wurde jedoch eine kleine Reliktpopulation im Flusssystem von Sre Ambel und Kaong wiederentdeckt. 2008 wurden keine Nester mehr und nur sehr wenige, junge Tiere gefunden. Der Lebensraum der (Südlichen) Batagur-Schildkröte wird durch Entwaldung und darauffolgende Überschwemmung und Erosion von Niststränden zerstört, während erwachsene Tiere von Fischern gefangen oder versehentlich ertränkt werden.

### Thailand
In Thailand wurde die Südliche Batagur-Schildkröte bis auf eine kleine Reliktpopulation im Gebiet des Langun-Flusses völlig ausgerottet. Um 1990 fingen Fischer gelegentlich noch Jungtiere in Phatthalung und am Klong-Langu-Fluss in der Satun-Provinz wurden einzelne Nester gefunden. Erwachsene Tiere von diesem Fluss wurden zur Erhaltungszucht eingefangen. 2000 wurde die Südliche Batagur-Schildkröte in Thailand für in freier Wildbahn ausgestorben erklärt, 2007 wurde jedoch erneut über einzelne Tiere am Klong-Langu-Fluss berichtet.

### Indonesien
Sämtliche Berichte über Südliche Batagur-Schildkröten in Indonesien beschränken sich auf Sumatra. Feldforschungen zufolge war sie dort in den 1990er Jahren schon relativ selten; 2012 wurde sie im nördlichen Sumatra nicht mehr angetroffen. Ihr Lebensraum im östlichen Sumatra wird durch menschliche Siedlungen, Abholzung und Sandabbau beeinträchtigt. Um 2000 kam der illegale Schildkrötenhandel von Nord- und Südsumatra in die ganze Welt als weitere Bedrohung hinzu.

## Schutzmaßnahmen
Zum Schutz der Südlichen Batagur-Schildkröte gibt es mehrere Ex-situ-Projekte, die Erfolge beim Ausbrüten und Aufziehen von Schlüpflingen verzeichnen können, aber die Sterblichkeit der erwachsenen Tiere noch nicht reduzieren konnten. Probleme wie Wilderei und Habitatverlust konnten bisher nicht gestoppt werden.

### Malaysia
Die erste Brutstation wurde 1967 in Bota Kanan am Perak-Fluss eröffnet. Am Perak-, Kedah-, Terengganu- und Dungan-Fluss wurden jeweils zwei Niststrände als Reservate unter Schutz gestellt. Die Schlüpferfolge der Ex-situ-Brutstationen variieren von 25 % (Perak, um 1990; kontinuierlich gesteigert auf 58 % im Jahr 2013) über 62 % (Terengganu, 1977–2013) bis zu 73 % (Dungun). Von 2004 bis 2014 lief auch am Setiu-Fluss ein Projekt zur Vergrößerung des Bestandes. Seit 2010 gilt die Südliche Batagur-Schildkröte in Malaysia als gänzlich geschützte Art. Am Kemaman-Fluss, wo 2010 eine kleine Population der Südlichen Batagur-Schildkröte entdeckt wurde, läuft seit 2011 ein Schutzprojekt, in dem Jungtiere großgezogen und anschließend freigelassen werden; außerdem wurden dort 120 ausgewachsene Weibchen mit Mikrochips zur Identifikation versehen.

### Kambodscha
In Kambodscha ist die „Königliche Schildkröte“ genannte (Südliche) Batagur-Schildkröte seit 2005 das Nationalreptil des Landes und damit national geschützt. Seit 2001 läuft ein Schutzprogramm, in dessen Rahmen Lebensraum und Nistgebiete unter Schutz gestellt und restauriert, Nester mit Käfigen geschützt und zwei Absicherungskolonien gehalten werden. Partnerorganisationen sind dabei die Wildlife Conservation Society und Wildlife Reserves Singapore. Ein versehentlich von einem Fischer gefangenes, über 30 kg schweres Weibchen wurde mit einem Satellitensender versehen und im Januar 2012 wieder in den Fluss entlassen, um mehr über ihre Lebensweise und Bewegungsmuster zu erfahren; für die freiwillige Abgabe einer Schildkröte werden Fischer mit einem 50-Pfund-Sack Reis entlohnt und nicht strafrechtlich verfolgt.

### Thailand, Indonesien und Singapur
In Thailand ist die Art seit 1992 national geschützt. Seit 1987 werden im Rahmen eines Ex-situ-Schutzprogramms am Klong Langu Südliche Batagur-Schildkröten aufgezogen und gehalten, bisher aber noch nicht in die Wildnis entlassen.
Auch in Indonesien ist die Südliche Batagur-Schildkröte seit 1999 national geschützt. In Singapur gelten jegliche einheimische Populationen – obwohl offensichtlich bereits ausgerottet – als geschützt.

### International

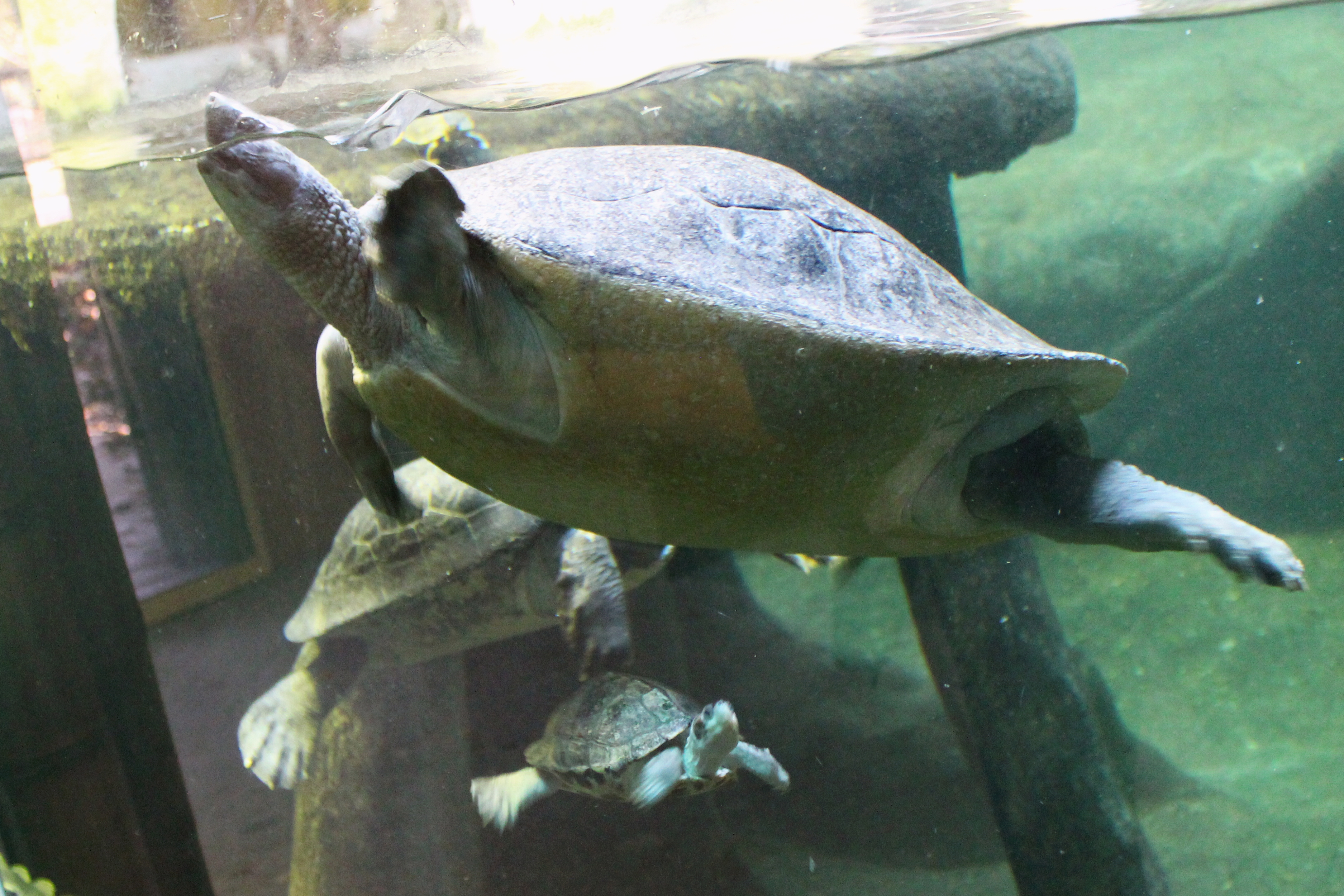
Südliche Batagur-Schildkröte im Zoo Prag

Die Südliche Batagur-Schildkröte wird – abgesehen von einigen Zoos auf der Malaiischen Halbinsel – in geringer Anzahl auch in Singapur und Taipei, im Zoo Prag, in Graz (fünf Nachzuchten aus Prag) und im ZooParc de Beauval (drei Tiere aus dem Zoo Singapur), in San Diego, Honolulu und Cleveland sowie von einem privaten Züchter in den USA gehalten. Der Zuchterfolg außerhalb von Malaysia und Thailand ist jedoch äußerst gering. 1990 legte ein Weibchen im Bronx Zoo 24 Eier, aus denen nach 80 Tagen Inkubationszeit drei normale und drei deformierte Schlüpflinge schlüpften. 2007 schlüpften zwei Eier des privaten Züchters. In Prag erfolgte die erste Eiablage 2009, 2019 folgte der erste Zuchterfolg der Südlichen Batagur-Schildkröte in einem europäischen Zoo.

## Forschungsgeschichte und Artabgrenzung
Erstbeschrieben wurde die Südliche Batagur-Schildkröte 1847 von Theodore Edward Cantor als Tetraonyx affinis.
2007 ergaben genetische Studien, dass die bis dahin als eine Art betrachtete Batagur-Schildkröte eigentlich zwei Arten umfasst, daher erfolgte 2008 die Aufteilung in die Nördliche und die Südliche Batagur-Schildkröte. Die Arten unterscheiden sich in ihrer mitochondrialen und Kern-DNA sowie in ihrer Morphologie, Färbung und Nistökologie voneinander. 2009 folgte die Unterteilung in zwei Unterarten, Batagur affinis affinis und Batagur affinis edwardmolli Praschag et al.; letztere wurde zu Ehren von Edward O. Moll benannt.
Synonyme für Batagur affinis affinis sind Tetraonyx  affinis, Batagur affinis, Kachuga affinis, Kachuga (Dongoka) affinis, Cantorella affinis und Batagur siebenrocki † Jaekel 1911 (anhand eines Fossils aus dem indonesischen Pleistozän beschrieben).
Die nächsten Verwandten der Südlichen Batagur-Schildkröte sind die Nördliche Batagur-Schildkröte und die Bengalische Flussschildkröte.